# Phanogenia serrata
Phanogenia serrata is een haarster uit de familie Comatulidae.
De wetenschappelijke naam van de soort werd in 1907 gepubliceerd door Austin Hobart Clark.